# FFV Carl Gustaf

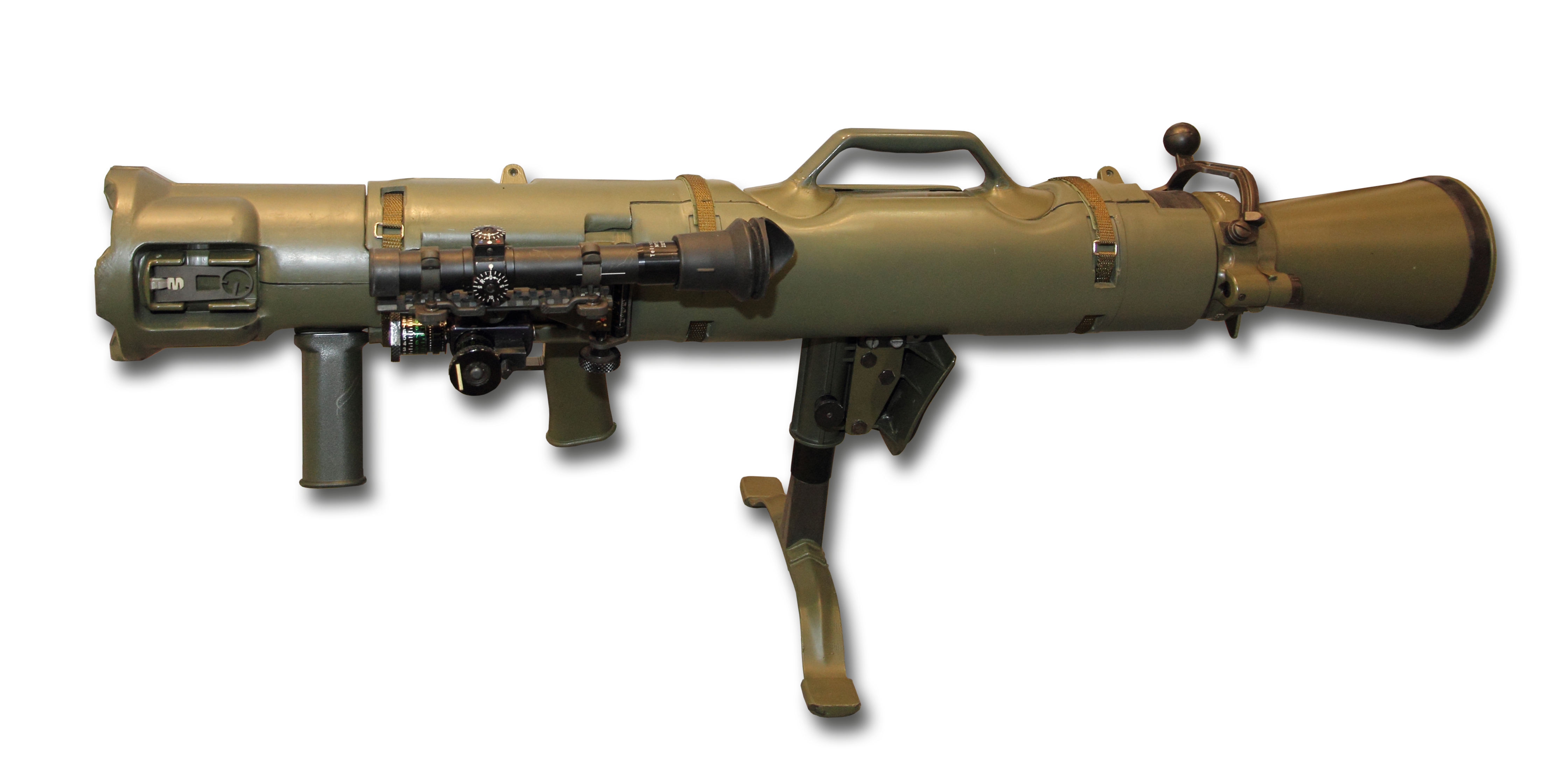
Carl Gustav M3

Die FFV Carl Gustaf ist ein rückstoßfreies Geschütz der Ordnance-Abteilung des staatlichen schwedischen Waffenherstellers Försvarets Fabriksverk (FFV, ehemals Carl Gustafs stads gevärsfaktori) in Eskilstuna, die in der Saab Dynamics, ehemals Saab Bofors Dynamics aufgegangen ist. Die Panzerbüchse wird im englischen Sprachraum auch als Gustaf Bazooka bezeichnet.

## Entwicklungsgeschichte

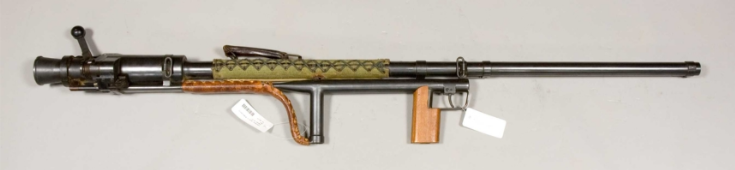
Carl Gustav m/42

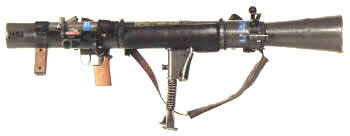
Panzerabwehrwaffe Carl Gustaf (frühe Version)

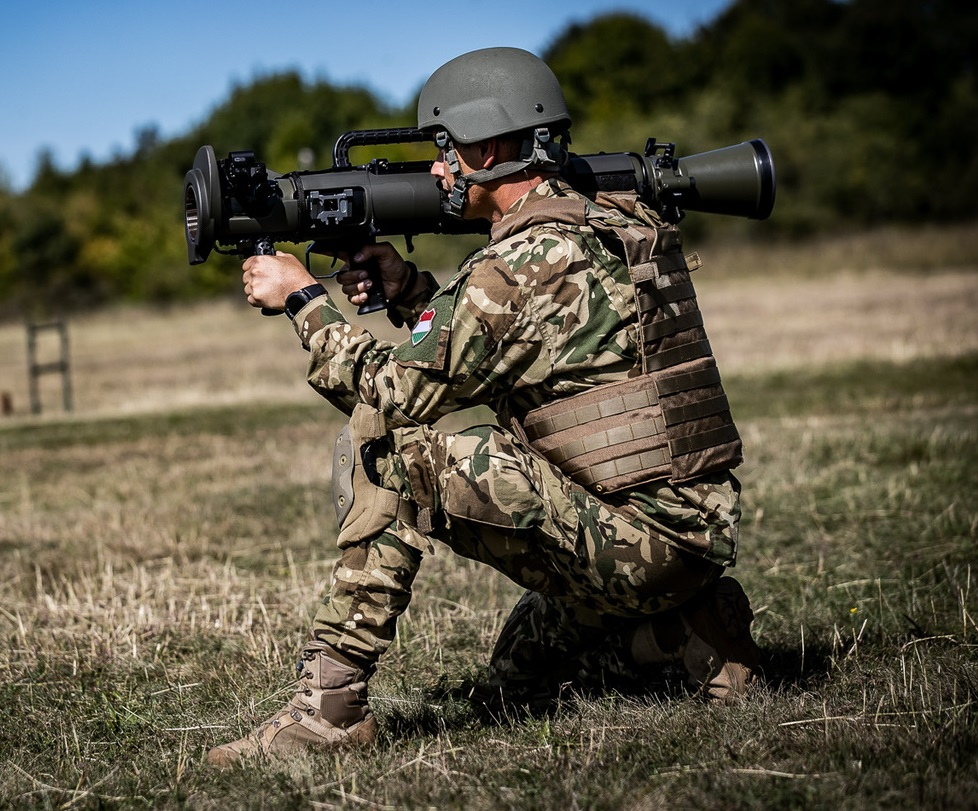
Ungarischer Soldat feuert die Carl Gustaf M4, September 2019

Der schwedische Konstrukteur Abramson entwickelte 1940 eine tragbare Panzerabwehrwaffe Carl Gustaf pvg m/42. 1946 wurde die Waffe auf das Kaliber 84 mm vergrößert und mehrfach verbessert, bis sie in den 1950er Jahren vom schwedischen Militär als FFV Carl Gustaf eingeführt wurde. Ab 1972 war dann das Modell M 2-550 in Verwendung.
Die Waffe soll in rund 40 Länder, darunter auch die Bundesrepublik Deutschland, die Niederlande, Großbritannien und Israel, exportiert worden sein. In Indien wurde sie seit 1976 in Lizenz produziert.
Bezeichnung in anderen Ländern:
- Deutschland – schwere Panzerfaust Carl Gustaf oder Leuchtbüchse 84 mm (dient nur noch zur Gefechtsfeldbeleuchtung), siehe auch: Liste von Bundeswehrmunition
- Großbritannien – L 14 A1
- Österreich – Panzerabwehrrohr PAR 66/79
- USA – Ranger Antitank Weapons System (RAWS) (Modell M 3)

## Technik

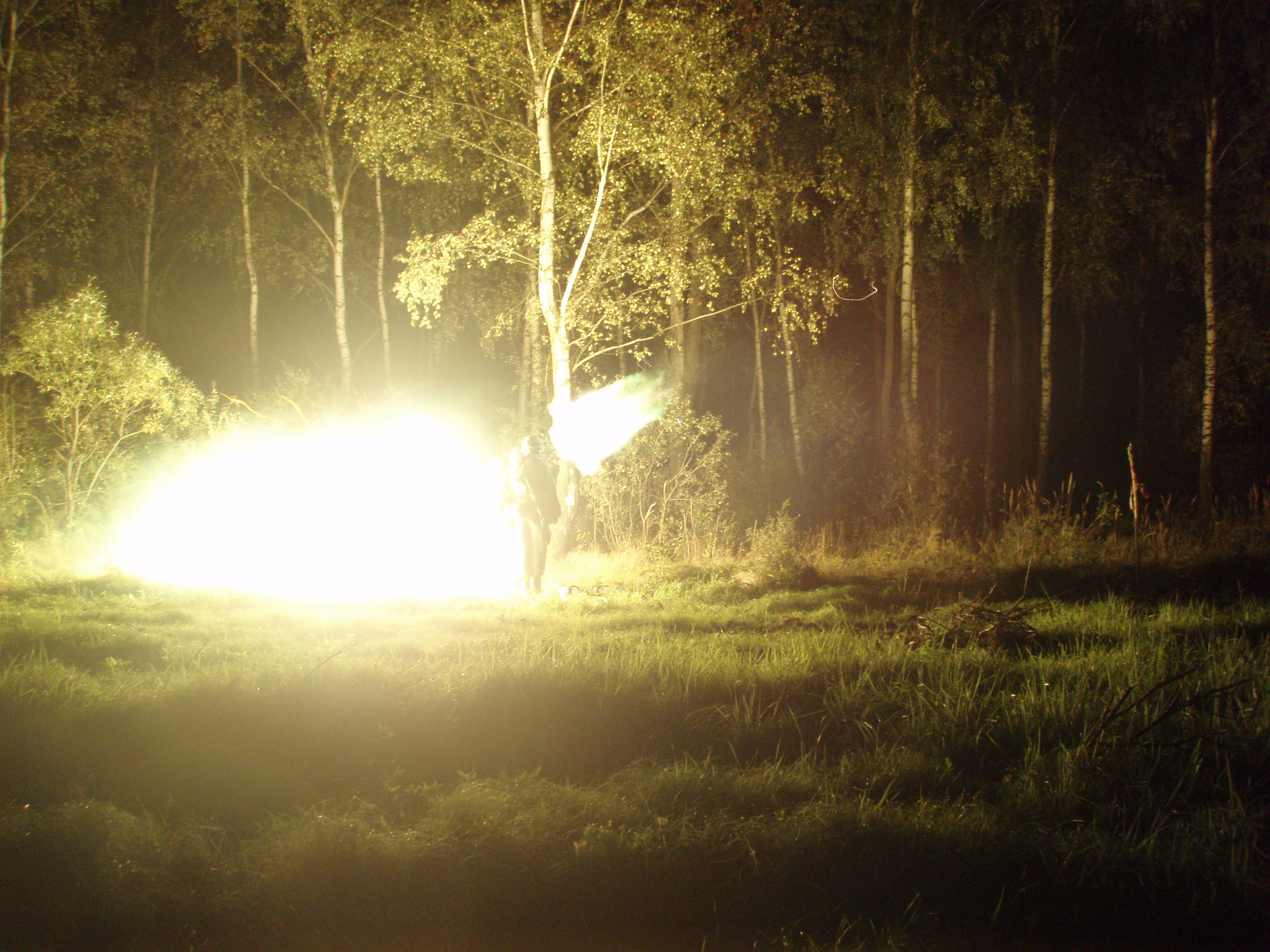
Mündungsfeuer bei Nacht

Die Waffe wird durch zwei Personen (Richtschütze und Ladeschütze) transportiert. Dabei stehen als Munition Spreng-, Panzerspreng-, Leucht-, Nebel- und Übungsgranaten zur Verfügung. Für das Schießen im Liegen stehen ein T-förmiger Fuß oder ein Dreibein zur Verfügung, das an der Schulterstütze angebracht wird.
Die Waffe besteht aus einem Rohr, an dessen hinterem Ende ein Verschluss mit einem sich konisch erweiterndem Abgasrohr (Venturi-Düse) angebracht ist. Der Verschluss ist um einen Bolzen schwenkbar angebracht und wird mittels einer Klaue verriegelt.
In den vorderen Teil des Rohres sind 24 Züge eingearbeitet, der hintere Teil ist als Patronenlager glatt ausgeführt.
Die Schulterstütze ist – bezogen auf die Gesamtlänge – mittig angebracht. Davor befinden sich zwei Pistolengriffe. Der Griff in der Nähe der Mündung dient zum Stabilisieren der Waffe, der andere ist mit der Abzugsgruppe kombiniert. Auf der Höhe dieses Pistolengriffs befindet sich auch die Visiereinrichtung auf der linken Waffenseite. Das Modell M 3 verfügt zudem noch über einen Tragegriff auf der Oberseite.
Parallel zur Rohrachse liegt seitlich des Rohres ein Führungsrohr mit Abfeuergestänge. Am hinteren Teil des Rohres ist senkrecht zur Rohrachse ein Schlagbolzen in eine Führungsbuchse mit Deckel eingesetzt. Der Schlagbolzen besteht aus einer Spitze und einem Schaft. Durch den Schaft des Schlagbolzens verläuft quer ein Durchbruch mit Steuerfläche. In diesem Durchbruch sitzt das hintere Ende des Abfeuergestänges. Auf dem vorderen Ende des Abfeuergestänges sitzt eine Druckfeder.
Zum Laden wird der Verschluss mit dem Abgasrohr nach links geschwenkt und die Patrone von hinten eingeführt. Anschließend wird der Verschluss geschlossen und verriegelt. Eine interne Sicherung verhindert eine Schussauslösung bei nicht verriegelter Waffe. Um den Abzug zu spannen, muss der Hebel hinter der Abzugsgruppe nach vorn in Schussrichtung geschoben werden. Dabei wird das Abfeuergestänge gegen den Druck der Druckfeder nach vorn geschoben, bis der Abzughebel an einem Sperrstück einrastet und das Abfeuergestänge festlegt. Zum Abfeuern kann die Waffe entsichert und der Abzug betätigt werden. Dieser dreht den Abzughebel, welcher das gespannte Abfeuergestänge freigibt. Das Abfeuergestänge schnellt nach hinten und drückt mit einer Rampe den Schlagbolzen in das Zündhütchen der Patrone. Daraufhin entflammt das Zündhütchen und zündet eine Pulvertreibladung, die das Geschoss nach vorn aus dem Rohr treibt. Gleichzeitig strömen aus der Düse am Verschluss Pulvergase, die eine Rückstoßkraft nach vorne bewirken. Dadurch wird der Rückstoß der Hohlladungsgranate nahezu aufgehoben.
Nachdem die Granate das Rohr mit einem gewissen Drall verlassen hat, zündet in sicherer Entfernung zum Schützen ein Raketenmotor und beschleunigt die Granate auf eine höhere Geschwindigkeit.
Die Waffe kann gegen Ziele bis zu einer Entfernung von 700 m eingesetzt werden. Mit zweifach vergrößerndem Zielfernrohr soll die Maximalreichweite gegen Objekte bei 2000 m liegen. Die Version M 2-550 hat ein dreifach vergrößerndes Zielfernrohr FFV 550. Beide Zielfernrohre wiegen je rund ein Kilogramm.
| Bezeichnung            | Kaliber                                             | Länge         | Gewicht                                      | Granate                 | {\displaystyle v_{0}} | Feuergeschwindigkeit | Effektive Reichweite |
| ---------------------- | --------------------------------------------------- | ------------- | -------------------------------------------- | ----------------------- | --------------------- | -------------------- | -------------------- |
| Carl Gustaf M 2 (M/48) | 84 mm, progressiver Rechtsdrall, 24 Züge und Felder | 1130 mm       | 14,2 kg, mit Zubehör und Packbrett ca. 30 kg | 2,6 kg oder 1,7 kg HEAT | 310 m/s               | 6 Schuss/min         | 450 m                |
| Carl Gustaf M 2-550    | 84 mm                                               | 1130 mm       | 15 kg                                        | 3 kg                    | 260 m/s               | 4 Schuss/min         | 550–600 m            |
| Carl Gustaf M 3 (M/86) | 84 mm                                               | 1065 mm       | 9,5 kg                                       |                         |                       |                      | 700–1000 m           |
| Carl Gustaf M 4        | 84 mm                                               | unter 1000 mm | 6,6 kg                                       |                         |                       |                      |                      |

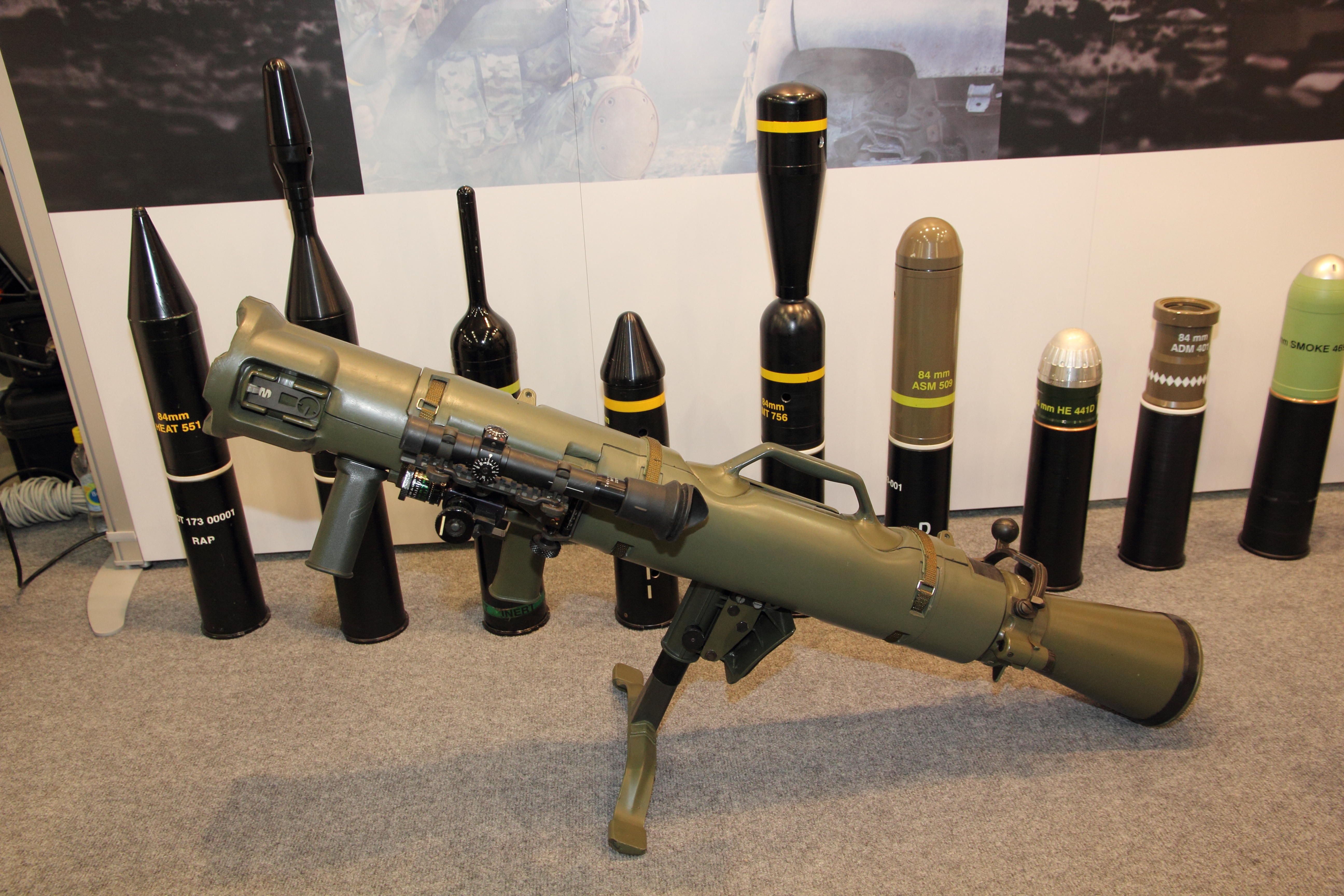
Carl Gustaf M 3 (2015)

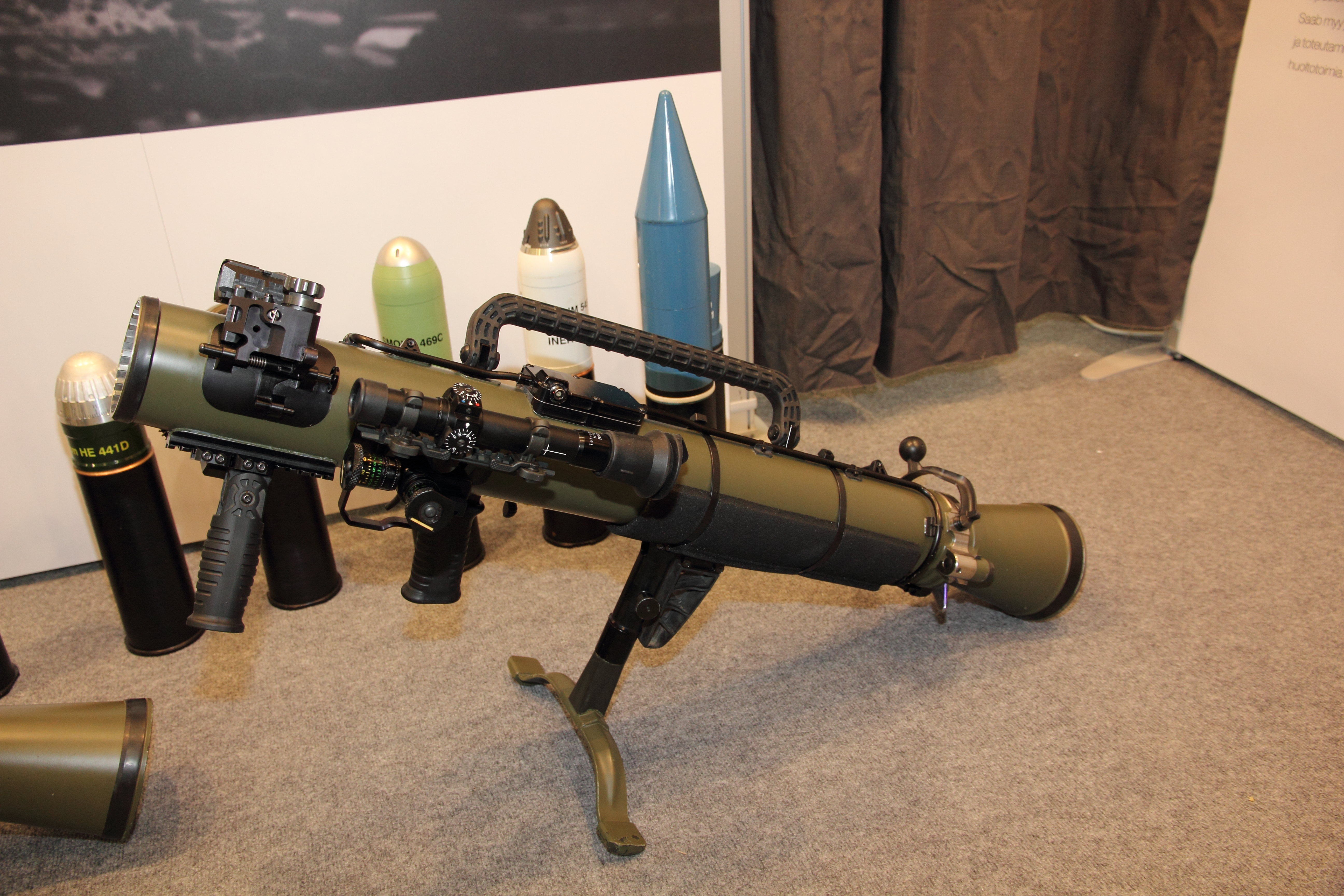
Carl Gustaf M 4 (2015)

Die Granaten haben eine Durchschlagsleistung von 400 mm RHA. Dabei haben die in der Version M 2-550 verwendeten Granaten vom Typ FFV 551 zwar eine niedrigere Mündungsgeschwindigkeit ({\displaystyle v_{0}}), beschleunigen während des Fluges jedoch weiter auf 350 m/s.
Die Modelle M 2 und M 2-550 bestehen aus Metall. Die 1991 präsentierte Version M 3 wurden mit dünnem Stahl, verstärkt durch eine Außenhülse aus kohlenstofffaserverstärktem Kunststoff produziert. Die externen Stahlteile wurden auch durch Teile aus Kunststoff oder Aluminiumlegierungen ersetzt.
Im November 2011 bestellten die US-Streitkräfte die M3 MAAWS (Multi-Role Anti-Armor Anti-Personnel Weapon System) für den Afghanistan-Einsatz. Diese Version wiegt nur noch 8,5 kg. Es sollen auch Granaten vom Typ FFv 597 im Kaliber 135 mm zur Verfügung stehen.
2014 wurde eine neue, mit 6,6 kg noch leichtere Version, die M 4 vorgestellt. Im Februar 2019 unterzeichnete die US Army einen Vertrag zur Beschaffung der M 4 (in den USA als M3E1 bezeichnet), die mit digitalem Visier mit Entfernungsmesser ausgestattet sind.

## Munition
Mit der FFV Carl Gustaf werden patronierte Geschosse im Kaliber 84 mm verschossen. Die Geschosse und deren Gefechtsköpfe wurden laufend an neue Bedrohungslagen angepasst und modernisiert.
- HEDP 550: Granate mit Hohlladung. Durchschlagsleistung rund 300 mm Panzerstahl.
- HEDP 502/502 RS: Granate mit Hohlladung und Splitter-Gefechtskopf, mit Aufschlag- und Verzögerungszünder zur Bekämpfung von Feldbefestigungen und Gebäudestrukturen. Durchschlagsleistung rund 150 mm Panzerstahl. Gewicht 3,3 kg. Schussdistanz 500 m.
- MT 756: Granate mit Tandem-Splitter-Gefechtskopf zur Bekämpfung von Bunkern und Gebäudestrukturen. Gewicht 4,4 kg. Schussdistanz 600 m.
- ASM 509: Granate mit Mehrzweckgefechtskopf zur Bekämpfung von gepanzerten Fahrzeugen und Gebäudestrukturen. Gewicht 4,2 kg. Schussdistanz 300 m.
- HEAT 551: Granate mit Hohlladung zur Bekämpfung von gepanzerten Fahrzeugen und Kampfpanzern. Durchschlagsleistung rund 400 mm Panzerstahl. Gewicht 3,2 kg. Schussdistanz 700 m.
- HEAT 551C RS: Granate mit Hohlladung mit insensitivem Sprengstoff zur Bekämpfung von gepanzerten Fahrzeugen und Kampfpanzern. Gewicht 3,5 kg. Schussdistanz 700 m.
- HEAT 651: Granate mit Hohlladung mit Abstandsdorn. Schussdistanz 1.000 m.
- HEAT 655 CS: Granate mit Hohlladung zur Bekämpfung von gepanzerten Fahrzeugen und Gebäudestrukturen. Kann aus geschlossenen Räumen abgefeuert werden. Gewicht 4,8 kg. Schussdistanz 300 m.
- HEAT 751: Granate mit Tandemhohlladung zur Bekämpfung von gepanzerten Fahrzeugen und Kampfpanzern. Durchschlagsleistung rund 500 mm Panzerstahl. Gewicht 3,8 kg. Schussdistanz 500–700 m.
- ADM 401: Granate mit 1.100 Flechettes zur Bekämpfung von Weichzielen. Gewicht 2,7 kg. Schussdistanz 100 m.
- HE 441D/441D RS: Granate zur Bekämpfung von Weichzielen. Mit Splitter-Gefechtskopf mit 800 Stahlkugeln mit einem Durchmesser von 6 mm der über dem Ziel (Air Burst) oder mit Aufschlagzünder im Ziel detoniert. 3,2 kg. Schussdistanz 1.250–1.300 m.
- HE 448: Granate mit Splitter-Gefechtskopf mit 4.200 Stahlkugeln mit einem Durchmesser von 3 mm, der über dem Ziel (Air Burst) oder mit Aufschlagzünder im Ziel detoniert. Gewicht 2,6 kg. Schussdistanz 1.500 m.
- ILLUM 545C: Granate zur Gefechtsfeldbeleuchtung. Gewicht 3,2 kg. Schussdistanz 300–2.100 m.
- SMOKE 469C: Granate mit Rauch/Brand-Gefechtskopf. Gewicht 3,1 kg. Schussdistanz 1.300 m.
- GMM: Auch Guided Carl Gustaf Munition (GCGM) bezeichnet. Granate mit Laser-SACLOS-Lenkprinzip (halbautomatische Kommandolenkung). Schussdistanz 2.500 m. Wird von Saab Bofors Dynamics zusammen mit Raytheon Technologies entwickelt.

## Nutzerstaaten
Folgende Staaten nutzen die FFV Carl Gustav:
- Argentinien
- Australien[6]
- Belize[7]
- Botswana[8]
- Burkina Faso[8]
- Brasilien[7]
- Chile[7]
- Dänemark[9]
- Deutschland - Bei der Bundeswehr nur im Trainingseinsatz[10]
- Estland[9]
- Ghana[8]
- Griechenland[9]
- Honduras[7]
- Indien[6]
- Irland[9]
- Japan[6]
- Kanada[11]
- Katar[12]
- Kenia[8]
- Kuwait[12]
- Lettland[9]
- Libyen[12]
- Litauen[9]
- Malaysia[6]
- Myanmar[6]
- Niederlande[9]
- Neuseeland
- Nigeria[8]
- Norwegen[9]
- Österreich
- Portugal[9]
- Peru[7]
- Sambia[8]
- Saudi-Arabien[12]
- Schweden[9]
- Sierra Leone[8]
- Singapur[6]
- Slowakei[9]
- Slowenien Die slowenischen Streitkräfte haben 2018 die M4-Variante der FFV bestellt und diese wurde bis 2020 an die Truppen ausgeliefert.[13]
- Trinidad und Tobago[7]
- Tschechien[9]
- Ukraine[10]
- Venezuela[7]
- Vereinigte Arabische Emirate[12]
- Vereinigtes Königreich
- Vereinigte Staaten[11]

## Gesundheitsgefahr
In den USA gibt es Untersuchungsergebnisse, welche belegen, dass die Waffe beim Abfeuern Gehirnerschütterungen auslösen. Auf die Forderung, etwas gegen diese gesundheitlichen Gefahren zu unternehmen, hat das US-Militär bisher nichts unternommen. Aus dem Ukrainekrieg wird berichtet, dass sich das wiederholte Abfeuern der Panzerfaust negativ auf die Gesundheit des Schützen auswirken kann.